# فرودگاه صحرایی آرنلد (میشیگان)
فرودگاه صحرایی آرنلد (میشیگان) (به انگلیسی: Arnold Field (Michigan)) یک فرودگاه همگانی بهره‌برداری هوایی است که یک باند فرود چمن دارد و طول باند آن ۷۸۸ متر است. این فرودگاه در کشور ایالات متحده آمریکا قرار دارد و در ارتفاع ۲۳۸ متری از سطح دریا واقع شده‌است.